# Thái Phương
Thái Phương là một xã thuộc huyện Hưng Hà, tỉnh Thái Bình, Việt Nam.

### Vị trí địa lý
Xã Thái Phương - huyện Hưng Hà là 1 xã thuộc vùng đồng bằng châu thổ sông Hồng cách trung tâm thành phố Thái Bình khoảng 23 km.

### Địa giới hành chính
- Phía Đông giáp với xã Kim Trung và thị trấn Hưng Hà.
- Phía Tây giáp xã Thái Hưng và xã Hồng An.
- Phía Nam giáp xã Minh Tân.
- Phía Bắc giáp xã Phúc Khánh.

## Hành chính
Xã hiện có trên 3000 hộ với trên 11.000 người.
Xã hiện nay có 8 Thôn là: Trắc Dương, Nhân Xá, Xuân La, Hà Nguyên, Phương La 1, Phương La 2, Phương La 3, Phương La 4.

## Đặc điểm chung
Thái Phương là xã thuần nông, chủ yếu là trồng lúa nước và trồng hoa màu. Xã còn có làng nghề thủ công truyền thống dệt vải.
Đặc biệt là 4 thôn Phương La hay còn gọi chung là làng Mẹo có 5000 khẩu, chiếm hơn 40% dân số, sống chủ yếu bằng nghề dệt bông sợi vải và tẩy nhuộm, cũng là nơi sinh ra các đại gia, nổi bật là Vũ Quang Hội. Nhưng thôn Phương La cũng là nơi có tình trạng ô nhiễm môi trường trầm trọng, vì các công ty, xí nghiệp, tổ hợp sản xuất trên địa bàn không có hệ thống xử lý riêng nên nước thải được xả trực tiếp ra khu dân cư và hệ thống sông ngòi.